# Jan Řepka
Jan Řepka (* 1982) je český písničkář, textař, zpěvák, skladatel a kytarista. Hraje také na harmoniku.
Na české písničkářské scéně se pohybuje od konce 90. let. Osm let působil v duu Nestíháme, od roku 2010 vystupuje sólově nebo se zpěvačkou Josefinou Žampovou. Je organizátorem pravidelných hudebních vystoupení Open Mic.
Často jezdí na koncerty na kole. V roce 2011 vykonal koncertní turné Česko-slovensko-polská hudební cyklotúra, která měřila 1 900 km. V jejím průběhu odehrál 26 koncertů a vyškeré vybavení (kytara, kombo) si vezl na speciálním prodlouženém kole.
Pravidelně navštěvuje Švýcarsko, se kterým ho pojí práce na překladech a interpretaci švýcarského písničkáře Maniho Mattera.
Vydal vlastním nákladem dvě sólová alba Čistý byl svět a Rozjímání o sendviči, za které byl nominován na Anděla.

## Koncertní turné
- Polská cyklotúra 2015
- Malá letní cyklotúra 2014
- Bytové turné 2012
- Švýcarská cyklotúra 2011
- Česko-slovensko-polská cyklotúra 2011
- Májová cyklotúra 2010
- Středočeská cyklotúra 2010
- Švýcarská cyklotúra 2009